# Tony Costner
Tony Costner, nacido como Antonio Costner, (Filadelfia, Pensilvania, 30 de junio de 1962) es un exjugador de baloncesto estadounidense. Con 2.06 de estatura, su puesto natural en la cancha era el de pívot.